# Podmíněné odsouzení
Podmíněné odsouzení, hovorově podmínka, je institut trestního práva. Je možné ho uplatnit při odsouzení k trestu odnětí svobody, kdy je odložen jeho výkon na zkušební dobu jednoho roku až pěti let, a odsouzený tak zůstává na svobodě. Soud může podmíněně odsoudit tehdy, jestliže vzhledem k osobě a poměrům pachatele, zejména s přihlédnutím k jeho dosavadnímu životu a prostředí, ve kterém žije a pracuje, a k dalším okolnostem případu má důvodně za to, že k působení na pachatele, aby vedl řádný život a neopakoval trestnou činnost, není třeba výkonu uloženého trestu. Tento institut lze využít právě jen u trestu odnětí svobody a jen tehdy, pokud v daném případě nepřevyšuje tři roky. Doba trvání zkušební doby je zpravidla delší než uložený trest odnětí svobody. Například tedy lze uložit trest odnětí svobody na šest měsíců s podmíněným odkladem na dva roky.
Při podmíněném odsouzení lze odsouzenému v zájmu zajištění jeho řádného života uložit i přiměřená omezení a přiměřené povinnosti (např. povinnost podrobit se pracovnímu výcviku, zdržet se návštěv nevhodných prostředí, omluvit se poškozenému apod.), stejně jako povinnost nahradit případnou škodu, odčinit nemajetkovou újmu nebo vydat bezdůvodné obohacení z trestného činu. Je-li potřeba zvýšeně sledovat a kontrolovat chování pachatele, je možné nad ním po stanovenou zkušební dobu navíc vyslovit probační dohled.

## Osvědčení
Jestliže podmíněně odsouzený povede ve zkušební době řádný život a vyhoví všem uloženým podmínkám, soud vysloví, že se osvědčil. V opačném případě, a to i během zkušební doby, rozhodne o vykonání podmíněně odloženého trestu odnětí svobody. Výjimečně však může podmíněné odsouzení ponechat v platnosti a zkušební dobu prodloužit nebo stanovit probační dohled či přiměřená omezení a přiměřené povinnosti, pokud zatím uloženy nebyly.
Jestliže by soud o osvědčení podmíněně odsouzeného bez jeho viny do jednoho roku od uplynutí zkušební doby nerozhodl, nastoupí právní fikce osvědčení se. V každém případě však vždy při osvědčení podmíněně odsouzeného nastává také právní fikce, že nikdy odsouzen nebyl (trest je po uplynutí zkušební doby automaticky vymazán z rejstříku).